# 陳曉月
陳曉月為台灣女性配音員。

## 人物介紹
- 畢業於國立藝術專科學校戲劇科，曾隨劇團赴紐約公演。
- 2000-2002年曾擔任中華電視公司莒光園地棚內主播 及快樂假期單元外景主持人。
- 1999年正式全職投入配音工作至今, 因擅長多元表演方式, 廣告配音作品已有上萬支。
- 台灣桃園國際機場 大廳中文廣播。
- 台灣區第四代櫻桃小丸子(配音:櫻桃小丸子/美環媽媽)
- 手遊傳說對決(配音:系統語音/薇菈)
- 目前為中視優質長青節目-大陸尋奇 擔任旁白配音
- 曾受訪於華視新聞、11點熱吵店及于美人、吳宗憲、曹啟泰、趙婷等人的節目。

## 配音作品
- 主要角色名稱以粗體顯示。
- 以下皆為國語配音。

### 日本動畫
| 播映年份 | 作品名稱         | 配演角色                                                                        | 首播平台   | 備註                 |
| -------- | ---------------- | ------------------------------------------------------------------------------- | ---------- | -------------------- |
| 1999     | 怪博士與機器娃娃 | 丁小雨 小豆子 小葵 可美 珊珊老師                                                | 華視       |                      |
| 1999     | 遊戲王           | 真崎杏子 海馬圭平                                                               | 華視       | 與三立都會台版本不同 |
| 2016     | 櫻桃小丸子       | 櫻桃子 台灣區第四代櫻桃小丸子（第二期841集起、包括404集至746集重譯） 美環的媽媽 | MOMO親子台 |                      |

卡通動畫
| 年份   | 電視台     | 卡通名稱         | 配音角色                     |
| 2000年 | 華視       | 遊戲王           | 杏子/海馬圭平...等           |
| 2000年 | 華視       | 機器娃娃         | 丁小雨阿拉蕾/老師/小豆子等   |
| 2011年 | 公視       | 山豬.飛鼠.撒可努 |                              |
| 2011年 | MOMO親子台 | 我家三姊妹       | 大姊小芙                     |
| 2017年 | 卡通頻道   | 我愛阿噗         | 82集(新老師)                 |
| 2016年 | MOMO親子台 | 櫻桃小丸子       | 櫻桃小丸子/美環媽媽          |
| 2017年 | 東森幼幼台 | 櫻桃小丸子       | 櫻桃小丸子/美環媽媽          |
| 2020年 | NETFLIX    | 兒童歌謠城       | 湯匙市長                     |
| 2022年 | 東森幼幼台 | 櫻桃小丸子       | 櫻桃小丸子/美環媽媽          |
| 2022年 | 卡通頻道   | 恐龍大牧場       | Jane Cassidy / Clara Tinhorn |

### 動畫電影
| 上映年份   | 電影名稱                               | 配音角色            |
| 2016年8月  | 《櫻桃小丸子電影版- 來自義大利的少年》 | 櫻桃小丸子          |
| 2016年12月 | 《歡樂好聲音 》                        | 豬媽媽-羅希坦Rosita |
| 2019年     | 《奇幻遊樂園》                         | 主角茱恩的媽媽      |
| 2019年     | 《變身特務》                           | 主角華特的媽媽      |
| 2021年     | 《歡樂好聲音 2》                       | 豬媽媽-羅希坦Rosita |

電影配音
| 年份       | 電影名稱       | 配音角色 |
| 2015年1月  | 重返20歲       | 李小燕   |
| 2014年12月 | 相愛的七種設計 | 新聞旁白 |

*頻道預告:
TVBS頻道、緯來日本台、迪士尼頻道、八大電視台、衛視中文台、TLC瘋台灣等
*遊戲:
傳說對決(系統語音、薇拉)、黑色沙漠(瑪爾塔琴恩、麻古) 、HALO、天堂二、SPARTA S4、M17 戰鬥貓、
雷霆戰機、真三國無雙(小喬.貂蟬) 、守護者之劍2(雪莉) 、韓國手遊HERO
絕對武力Online:元素精靈-娜塔莎、遊戲橘子報能特區、繼承者遊戲等。

語音導覽:
近幾年作品如下：
| 112年 | 國立台灣美術館：112年「兔野仙蹤─兔年年畫特展」                          |
|       | 橫山書藝雙年展：法與無法交織的年代─書法作為一種視覺形式                 |
|       | 國家電影及視聽文化中心                                                  |
| 111年 | 華山1914文創園區：波隆那插畫與國際無字繪本雙聯展                        |
|       | 國立故宮博物院 ：「草蟲捉迷藏」特展                                     |
|       | 國立故宮博物院 ：野蔬草蟲                                               |
|       | 李騰芳古宅                                                              |
|       | 【世界百大名畫】大展導覽                                                |
|       | 高雄市立歷史博物館：鐵道篇／公服修／港篇／水系篇                        |
|       | 國立台灣美術館：111年度「埃爾溫‧奧拉夫：完美時刻– 未竟世界」            |
|       | 國立台灣美術館：兒藝中心                                                |
|       | 桃園市立大溪木藝生態博物館                                              |
|       | 台北流行音樂中心：吉卜力動畫大師—高畑勲展                               |
|       | 國立台灣美術館：111年度「賦：袁旃個展」                                 |
|       | 國立台灣美術館：111年度「做工的人—洪瑞麟與臺灣美術中的勞動身影」        |
|       | 國立故宮博物院：「鏤繪集錦—院藏緙繡山水人物」                           |
|       | 國立故宮博物院：「多寶格的收、納、藏」特展                              |
|       | 國立臺灣歷史博物館： 兒童版語音導覽                                     |
|       |                                                                         |
| 110年 | 松山文化創意園區：波隆納插畫展                                          |
|       | 國立台灣美術館：「2021 NEXEN 時間之血--平行宇宙系列最終章（謝春德展）」 |
|       | 國立台灣美術館：海外存珍                                                |
|       | 國立台灣美術館：赫威托雷玩藝術                                          |
|       | 國立台灣美術館：所在-境與物的前衛藝術                                   |
|       | 台灣博物館常設展：自然/浮生                                             |
|       | 台灣土俗室修復影片                                                      |
|       |                                                                         |
| 109年 | 國立台灣美術館：光影藝術節                                              |
|       | 國立傳統藝術中心：北管視障導覽                                          |
|       | 國立台灣美術館：109年度「捉遊．戲場」                                   |
|       | 國立台灣美術館：滲透次元壁台日漫畫美學展                                |
|       | 國立台灣美術館：109雙年展                                               |
|       | 國立台灣美術館：台灣美術雙年展                                          |
|       | 國立台灣美術館：109年度「國美典藏精選展」導覽                           |
|       | 國立臺灣歷史博物館                                                      |
|       |                                                                         |
|       |                                                                         |
| 108年 | 新莊文藝中心：王錫坤鼓藝節                                              |
|       | 六堆客家文化園區：點線密碼特展                                          |
|       | 國立台灣美術館：108年度影像焦慮                                         |
|       | 國立台灣博物館：視障導覽                                                |
|       | 國立台灣美術館：亞洲藝術雙年展3                                         |
|       | 國立台灣史前文化博物館：兒童館                                          |
|       | 國立台灣史前文化博物館：成人館                                          |
|       | 國立中正紀念堂：江戶風華-五大浮世繪師展                                 |
| 107年 | 故宮南院：戊戌狗年‧喜迎上元年度特展                                     |
|       | 奇美博物館：哈勒曼特凝視日常特展                                        |
|       | 國立台灣美術館：未來簡史                                                |
|       | 李騰芳古宅                                                              |
|       | 2018鼓藝節                                                              |
|       | 故宮南院：織路繡徑穿重山－臺灣原住民族服飾精品聯展                      |
|       | 大英自然史博物館                                                        |
|       | 國立台灣美術館：國際版畫雙年展                                          |
|       | 國立台灣博物館                                                          |
|       | 國立台灣歷史博物館                                                      |
|       | 國立台灣美術館：2018雙年展                                              |
|       | 國立台灣美術館：107年花之禮讚                                           |
|       | 台中國家歌劇院：院廳宣告                                                |
|       | 台灣歷史博物館：多元語言兒童版                                          |
| 106年 | 松山文化創意園區：札哈.哈蒂建築展                                       |
|       | 國立故宮博物院南部院區影片                                              |
|       | 國立傳統藝術中心：視障導覽                                              |
|       | 大英博物館埃及館                                                        |
|       |                                                                         |
| 105年 | 奇美博物館：動物館                                                      |
|       | 台灣精品導覽                                                            |
|       | 國立中正紀念堂：安徒生導覽                                              |
|       | 奇美博物館                                                              |
| 104年 | 國立台灣美術館：夢我所夢－草間彌生亞洲巡迴展導覽                        |
|       | 台灣好精彩 空中之美                                                     |
|       |                                                                         |

## 外部連結
女聲配音員陳曉月